# Blackwood's Magazine
«Блеквуд» (англ. «Blackwoods Edinburgh Magazine») — англійський щомісячний журнал, заснований Вільямом Блеквудом, який видавався з 1817 по 1980 рік.

## Історія журналу
Первинна назва журналу звучала як «Щомісячний Журнал Блеквуд Единбург». Перший номер вийшов у світ квітнем 1817 року під редакцією Томаса Прінгла і Джеймса Клегхорна. Журнал не мав успіху після перших випусків, і тому Блеквуд звільнив головних редакторів, повторно запустивши журнал під власною редактурою. Кінець кінцем «Блеквуд» знайшов свою коротшу і зручнішу назву. На титульних листах журналу завжди зображався портрет Джорджа Бьюкенена, шотландського історика XVI століття.
Засновником журналу є шотландець Вільям Блеквуд, але в процесі видання до нього приєднався його молодший брат, продавець книжок, Джон (7 грудня 1818 — 29 жовтня 1879), який здобув освіту в університеті свого рідного міста Единбургу і довго подорожував по європейському континенту. У 1840 році відкрив у Лондоні відділення книжкової торгівлі свого батька, а 1846 року прийняв головне керівництво журналу «Блеквуд».
Після смерті Вільяма Блеквуда, це видання продовжили його сини — Олександр і Роберт.

## Критична діяльність
Відомо, що журнал разом з деякими іншими критичними виданнями з необґрунтованим озлобленням напав на дебютуючого англійського поета Джона Китса, звинувачивши його в бездарності, афектація і посилаючи його в «аптекарську лавку готувати пластири». Консервативні журнали «Quarterly Review» і «Блеквуд» відрізнилися особливою лютістю в цій кампанії проти Китса.
Журнал розкритикував, незважаючи на безперечну талановитість, і знаменитого англійського поета Альфреда Теннісона після виходу його другої збірки віршів «Poems, Chiefly Lyrical».
Не обійшла журнальна критика стороною і активність англійського журналіста, есеїста і теоретика романтизму Вільяма Гезліта, вибухнувши грубими особистими нападками в його адресу.

## Письменники-видавці
Найбільш відомими особами, які друкувалися в журналі, були: Джордж Еліот, Джозеф Конрад, Джон Твідсмур, Джеймс Хогг, Томас де Квінси, Едгар По, сестри Бронте (Енн, Емілі, Шарлотта) та інші. Проте багато письменників виступали в журналі під різними псевдонімами. Серед співробітників періодичного видання також значиться Джон Стюарт Блеки, англійський філолог, поет і політичний письменник.
Оскар Уайльд видав в журналі свою оригінальну теорію шекспірівських сонетів.
Едгар По написав розповідь «Без дихання», яка була сатиричною пародією на розповіді, що друкувалися в журналі Блеквуда. Про це він говорить в своєму листі до Джона Кенеді 11 лютого 1836 року.

## Значення
Вважається, що журнал Блеквуда, поряд із журналом «Edinburgh Review» зіграв значну роль у розвитку літератури Великої Британії в епоху романтизму. «Блеквуд» зберіг своє видатне положення й належить в даний час до найкращих органів англійського періодичного друку з питань філософії, політики й літератури.